# Pścinno
Pścinno – wieś w Polsce położona w województwie kujawsko-pomorskim, w powiecie radziejowskim, w gminie Bytoń.

## Podział administracyjny
W latach 1975–1998 miejscowość administracyjnie należała do województwa włocławskiego.

## Demografia
Według Narodowego Spisu Powszechnego (III 2011 r.) liczyła 238 mieszkańców. Jest szóstą co do wielkości miejscowością gminy Bytoń.

## Charakterystyka
Wieś sołecka (zobacz BIP). Budynków mieszkalnych jest 38. Powierzchnia gruntów ogółem wynosi 294,82 ha; w tym: użytki rolne 285,91 ha (97,0%); grunty orne 272,16 ha (92,3% ogółu gruntów).

## Zabytki
Przed 1939 rokiem odkryto na terenie bagiennym Morzyc grodzisko wczesnośredniowieczne z X wieku, nizinne, czworoboczne, otoczone fosą i niższym wałem z przyległym przygródkiem.